# Невєров Валерій Костянтинович
Невєров Валерій Костянтинович (21 червня 1964, Харків) — український шахіст, гросмейстер (1991). Дворазовий чемпіон України  (1985, 1988 рр.).
У складі збірної України учасник шахової олімпіади 2002 року.
Його рейтинг станом на травень 2023 року — 2427 (1428-ме місце у світі, 59-те в Україні).

## Переможець та призер турнірів
1984:

•  — Харків, «Турнір молодих майстрів»
1985:

•  — Познань

•  — Львів, «Чемпіонат СРСР серед шахістів до 26 років»
1986:

•  — Познань
1989:

•  — Тбілісі, «Чемпіонат СРСР серед шахістів до 26 років»

•  — Москва

•  — Одеса, «Меморіал Котова»
1990:

•  — Воскресенськ
1991:

•  — Гавана, «Меморіал Капабланки»
1992:

•  (поділ 1-2 місць з В.Тукмаковим) — Гельсінкі
1993:

•  (розподіл 1-3 місць) — Бухарест
1994:

•  (розподіл 1-2 місць з М.Бродським) — Копенгаген
1999:

•  (розподіл 1-2 місць) — Пардубиці
2001:

•  — Пршеров
2002:

•  (розподіл 2-7місць) — Любляна

•  (розподіл 1-8 місць) — Блед
2004:

•  — Тегеран
2005:

•  — Гастінґс
2006:

•  (розподіл 1-2 місць) — Гастінґс
2010:

•  — Липецьк
2015:

•  — Львів, півфінал чемпіонату України

## Результати виступів у чемпіонатах України
| Рік  | Місто      | Турнір                 | + | − | = | Результат | Місце   |
| ---- | ---------- | ---------------------- | - | - | - | --------- | ------- |
| 1980 | Харків     | 49-й чемпіонат України |   |   |   | з         | ?       |
| 1983 | Мелітополь | 52-й чемпіонат України | 5 | 0 | 4 | 7 з 9     | Silver  |
| 1985 | Ужгород    | 54-й чемпіонат України | 9 | 1 | 4 | 11 з 14   | Gold    |
| 1986 | Київ       | 55-й чемпіонат України | 4 | 6 | 5 | 6½ з 15   | 10      |
| 1987 | Миколаїв   | 56-й чемпіонат України | 5 | 3 | 7 | 8½ з 15   | — 5     |
| 1988 | Львів      | 57-й чемпіонат України | 7 | 1 | 7 | 10½ з 15  | Gold    |
| 1989 | Херсон     | 58-й чемпіонат України | 4 | 5 | 6 | 7 з 15    | 10      |
| 1994 | Алушта     | 63-й чемпіонат України | 5 | 3 | 1 | 5½ з 9    | 24 — 39 |
| 1996 | Ялта       | 65-й чемпіонат України | 6 | 0 | 5 | 8½ з 11   | Silver  |
| 2001 | Покров     | 70-й чемпіонат України | 2 | 1 | 6 | 5 з 9     | 9 — 13  |
| 2004 | Харків     | 73-й чемпіонат України | 0 | 0 | 2 | 1 з 2     | 1/16    |
| 2005 | Рівне      | 74-й чемпіонат України | 3 | 2 | 5 | 5½ з 10   | 4       |
| 2006 | Полтава    | 75-й чемпіонат України | 0 | 1 | 1 | ½ з 2     | 1/16    |
| 2008 | Полтава    | 77-й чемпіонат України | 3 | 3 | 3 | 4½ з 9    | 17      |
| 2013 | Київ       | 82-й чемпіонат України | 0 | 9 | 2 | 1 з 11    | 12      |
| 2015 | Львів      | 84-й чемпіонат України | 1 | 6 | 4 | 3 з 11    | 12      |
| 2017 | Житомир    | 86-й чемпіонат України | 1 | 5 | 5 | 3½ з 11   | 11      |
| 2020 | Омельник   | 89-й чемпіонат України | 1 | 5 | 3 | 3½ з 9    | 29      |